# San Paolo di Jesi
San Paolo di Jesi är en ort och kommun i provinsen Ancona i regionen Marche i Italien. Kommunen hade 916 invånare (2018).